# Natacha Polony
Natacha Polony (Parigi, 15 aprile 1975) è una giornalista e saggista francese, nota per aver lavorato a France 2 nello show televisivo On n'est pas couché, ospitata da Laurent Ruquier dal 2011 al 2014.

## Biografia
Figlia di un gastroenterologo e di una oftalmologa, i suoi genitori l'hanno chiamata Natacha in omaggio a Lev Tolstoj —  Nataša Rostova è l'eroina di Guerra e pace. È cresciuta a Deuil-la-Barre, in Val-d'Oise.
Dopo aver studiato al liceo privato Notre-Dame de Bury de Margency, nella valle di Montmorency (Val-d'Oise), frequenta i corsi di preparazione letteraria presso i licei Jules-Ferry e Louis-le-Grand di Parigi. Ha conseguito un DEA in poesia contemporanea, poi l'aggregazione di lettere moderne (1999). Ha insegnato nel 1999-2000 al liceo Jacques-Feyder di Épinay-sur-Seine come tirocinante insegnante di lettere prima di dimettersi dalla National Education. Ritiene che il programma e le riforme in corso riducano l'insegnamento del francese ad un esercizio tecnico.
Ha poi ripreso gli studi presso l'Istituto di studi politici di Parigi ("Sciences Po"), presso il quale si è laureata nel 2002. Da settembre 2002 a giugno 2011 ha tenuto corsi di cultura generale presso il dipartimento trasversale “Cultura e Comunicazione” dell'Istituto Leonardo da Vinci, istituto privato di istruzione tecnica superiore la cui sede è il Pôle universitaire Léonard-de-Vinci, proprietà del Consiglio Generale di Hauts-de-Seine e “primo campus francese ispirato al modello americano” secondo Les Inrocks.

### Impegno politico
È diventata, nel giugno 2001, segretaria nazionale responsabile per le questioni sociali all'interno del Movimento Cittadino (MDC) di Jean-Pierre Chevènement, allora membro dell'ufficio del Polo Repubblicano incaricato dei diritti delle donne.
Candidata alle elezioni legislative per il Polo repubblicano nel 9º distretto di Parigi, ha ottenuto 803 voti, pari al 2,24% dei voti espressi. Dice a questo proposito: “Ho fatto la mia campagna, mi sono ripresa ovviamente ma ho comunque fatto il doppio del punteggio nazionale del Polo repubblicano: 2,24%. Dopodiché, ho deciso di andare avanti”.

### Carriera giornalistica dal 2002
Dall'ottobre 2002 al giugno 2009 è stata giornalista del settimanale Marianne, dove ha curato le pagine “educazione”. Dall'agosto 2009 al luglio 2011 è stata giornalista per Le Figaro nella rubrica “educazione”. Tiene anche un blog sul sito web di Figaro intitolato Éloge de la transmission.
Nel 2010 è diventata molto presente nei media. Quell'anno, è stata la personalità più invitata nello show Tonight (or never!) su France 3.  Nel settembre 2010 è diventata editorialista di L'Hebdo, presentato da Jean-Marc Bramy su France Ô il sabato alle 11:20. A Europe 1, ha lavorato come editorialista a Europe 1 Soir da settembre a dicembre 2010, nel team di Nicolas Demorand, mentre è intervenuta nel 2010 e 2011 nei dibattiti di attualità nel Grand Direct de l'Info. Collabora regolarmente anche al programma D'ici Demain, su Planète+.
Nel giugno 2011, è stata assunta come editorialista al fianco di Audrey Pulvar nel programma On n'est pas couche presentato da Laurent Ruquier su France 2. In un'intervista al Nouvel Observateur rivela di percepire 1.400 euro a programma. Nel febbraio 2014, annuncia che non parteciperà a una quarta stagione dello spettacolo.
Da settembre 2012 tiene la rassegna stampa delle 8:30 su Europe 1. Ha poi lasciato la redazione de Le Figaro, ma ha continuato fino a settembre 2018 a pubblicare una rubrica settimanale nelle pagine "Dibattiti e opinioni" dell'edizione del fine settimana.
Dal 25 agosto 2014 è editorialista del Grand Journal de Canal+. Ha lasciato lo spettacolo alla fine della stagione 2014-2015 per ospitarne uno su Paris Première, Polonium, girato ai Bains Douches. Nel settembre 2015 è subentrata a Michel Field e ha ospitato, il sabato dalle 10 alle 11, la rivista Médiapolis su Europe 1, con Olivier Duhamel.
Collabora tuttora con il settimanale Marianne lanciando un appello alla "Resistenza francese" dopo gli attentati parigini del 13 novembre 2015. Nel 2016 ha ricevuto il premio Richelieu.
A giugno 2017, Paris Première le ha comunicato la cessazione del suo spettacolo Polonium, e Europe 1 quella della sua rassegna stampa del mattino, nonché la sua partecipazione ad altri due spettacoli, Médiapolis e Le discussion d'Europe Soir . Per Natacha Polony, la fine di tutti i suoi contratti con Europe 1 è una sorpresa, in quanto la direzione le diceva da un mese che non aveva nulla da temere; ritiene che tale interruzione non sia dovuta ad un problema di udito. Natacha Polony fa causa a Europe 1 presso il tribunale del lavoro per "licenziamento senza reale e grave causa". La radio si difende affermando che Natacha Polony guadagnava "molto di più" dei suoi colleghi, uno stipendio mensile di 27.400 euro.
LCI annuncia che all'inizio dell'anno scolastico 2017, Natacha Polony fornirà una rassegna stampa quotidiana. Si unisce anche alla banda di opinionisti per lo spettacolo Les Terriens du dimanche! di Thierry Ardisson. Successivamente è diventata editorialista di Questioni politiche, un programma di Ali Baddou trasmesso ogni domenica dalle 12:00 alle 14:00 su France Inter. All'inizio dell'anno scolastico 2018, questa parte dello spettacolo è diventata uno spettacolo separato, Le Grand face-à-face, trasmesso il sabato dalle 12:00 alle 13:00.. Diventa inoltre, per la stagione 2017-2018, opinionista ogni mattina di Sud Radio 34.

## Vita privata
Nel 2007 ha sposato il giornalista e critico gastronomico Périco Légasse, dal quale ha tre figli, nati nel 2007, 2011 e 2013.